# ハザード (ケンタッキー州)
ハザード（英: Hazard）は、アメリカ合衆国のケンタッキー州にある都市。ペリー郡の郡庁所在地である。人口は4457人（2010年国勢調査）。

## 歴史
1824年、この地方の地主イライジャ・コムス・シニアによって、新設されたペリー郡の郡庁所在地として区画された。市名と郡名はともに、1812年戦争におけるエリー湖の湖上戦の英雄、オリバー・ハザード・ペリーに由来する。1884年、ケンタッキー州議会から公式に市として認められた。
山間部にあるハザードは長年、他地域から孤立した状態にあった。ハザードに行くにはケンタッキー川を72キロメートル下るか、山々を2週間かけて越えなければならなかった。しかし、1912年に鉄道が開通するとアクセスの問題は改善し、ハザードは好景気に沸いた。しかし、突如訪れた好況は、1929年の世界恐慌により、同じくらいのスピードで終わりを迎えた。
1964年、炭鉱夫のストライキが発生したが、トム・パクストンの楽曲「ハザードの高等保安官」は、この事件に触発されてつくられたものである。
1981年、テレビドラマシリーズ『爆発!デューク』 (The Dukes of Hazzard) に出演していたキャサリン・バック、ジェームズ・ベスト、ソレル・ブック、リック・ハーストらがブラック・ゴールド・フェスティバル開催中のハザードを訪れた。その直後にはトム・ウォパットやジョン・シュナイダーも顔を見せている。
1950年代以降、ハザードの人口は減少を続けているが、市内では商業地・住宅地いずれにおいても開発が続けられている。また、商業地再活性化のためのダウンタウン再生計画も活発に行われている。しかし、大統領ビル・クリントンが1990年代の好景気に乗り損ねた貧しい都市をめぐる遊説を行った際には、その最初の目的地に選ばれた。2008年11月2日にはヒラリー・クリントンもハザードを訪問し、同年の上院選の民主党候補者であったブルース・ランスフォードへの支持を訴えている。

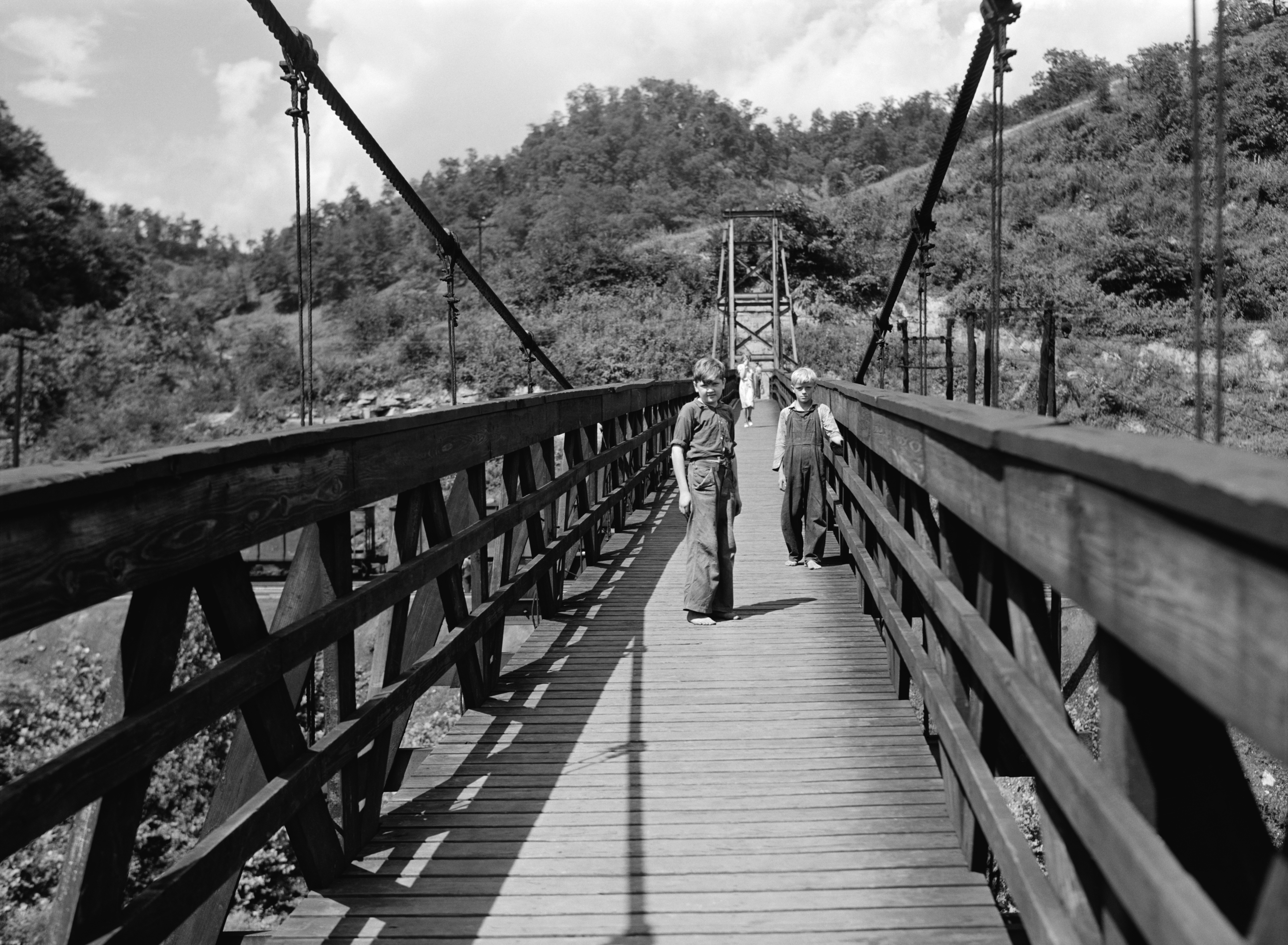
ハザードの川にかかる橋。1940年7月、マリオン・ポスト・ウォルコット撮影

## 地理
ハザードは北緯37度15分21秒 西経83度11分37秒 / 北緯37.25583度 西経83.19361度に位置する。
アメリカ合衆国国勢調査局によると、ハザード市は総面積18平方キロメートルで、その全域が陸地となっている。

## 気候
ハザードの気候は、ケッペンの気候区分では温暖湿潤気候 (Cfa) に分類される。蒸し暑い夏と、比較的温暖な冬が特徴である。

## 人口動勢
以下は2000年国勢調査における人口統計データである。
| 基礎データ - 人口: 4806人 - 世帯数: 1946世帯 - 家族数: 1266家族 - 人口密度: 264.3人/km2 - 住居数: 2291軒 - 住居密度: 126.0軒/km2 人種別人口構成 - 白人: 90.26% - アフリカ系: 6.58% - ネイティブ・アメリカン: 0.08% - アジア系: 2.06% - その他の人種: 0.15% - 混血: 0.87% - ヒスパニックまたはラテン系: 0.46% 年齢別人口構成 - 18歳未満: 21.9% - 18-24歳: 8.5% - 25-44歳: 28.0% - 45-64歳: 23.9% - 65歳以上: 17.7% - 年齢の中央値: 39歳 - 性比（女性100人あたりの男性の人口） - 総人口: 85.6人 - 18歳以上: 82.3人 | 世帯と家族（対世帯数） - 18歳未満の子どもがいる: 30.2% - 結婚・同居している夫婦: 42.9% - 未婚・離婚・死別女性が世帯主: 18.3% - 非家族世帯: 34.9% - 単身世帯: 31.7% - 65歳以上の老人1人暮らし: 13.7% - 平均構成人数 - 世帯: 2.30人 - 家族: 2.88人 収入と家計 - 収入の中央値 - 世帯: 2万690米ドル - 家族: 2万7226米ドル - 性別 - 男性: 3万4398米ドル - 女性: 2万2386米ドル - 人口1人あたり収入: 1万4782米ドル - 貧困線以下 - 対人口: 30.5% - 対家族数: 30.9% - 18歳未満: 44.3% - 65歳以上: 13.9% |

## メディア
テレビ局

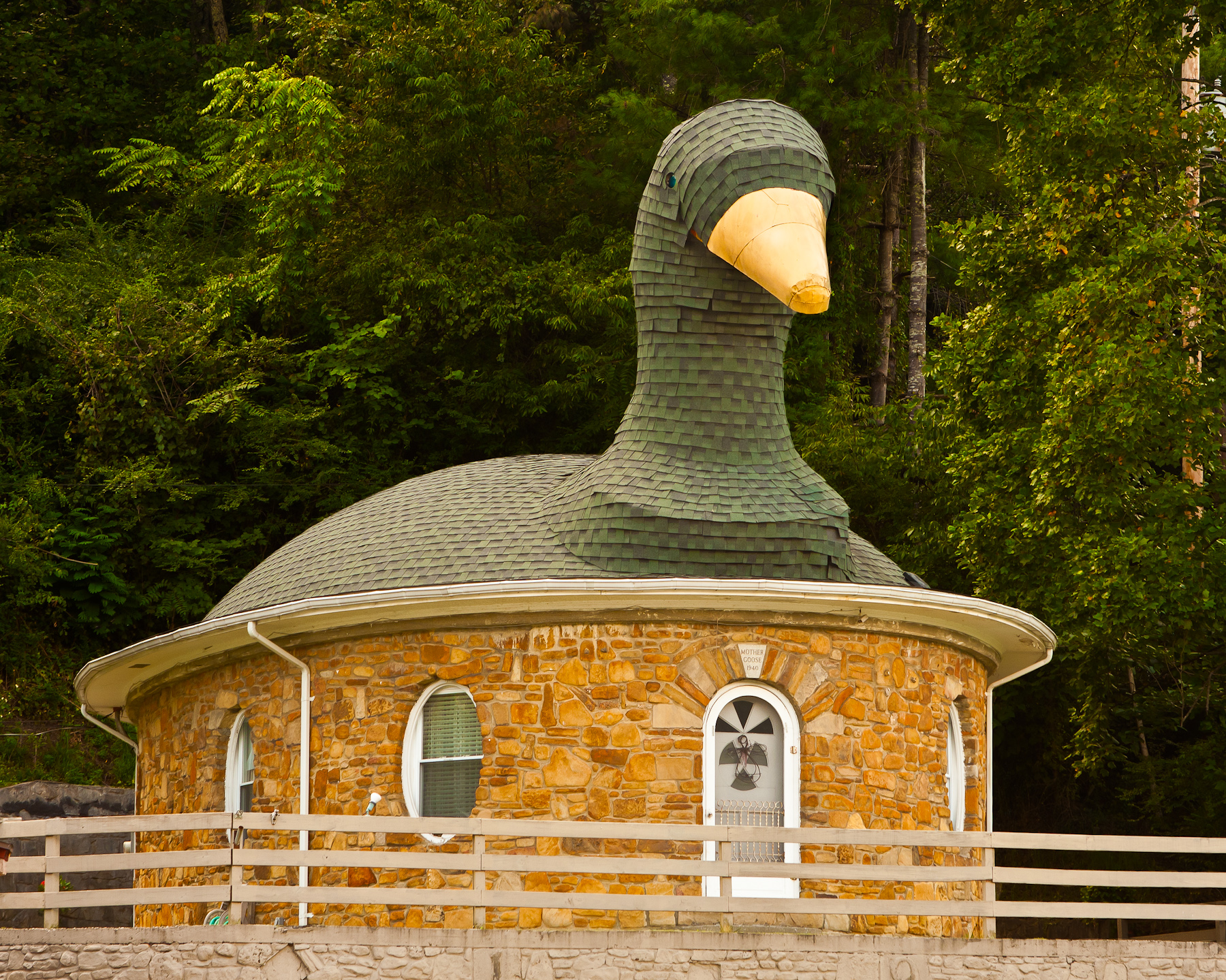
市内のマザーグース・ハウス

- WYMT-TV - レキシントンのWKYT-TV（CBS系列）のセミサテライト局
- WKHA-TV - ケンタッキー教育テレビのサテライト局

新聞
- ハザード・ヘラルド (Hazard Herald)
- ペリー・カウンティ・アドヴォケイト (Perry County Advocate)

## ゆかりの人物
- レッド・アレン（1930年 - 1993年） 歌手
- サム・スミス（1944年 - ） バスケットボール選手
- メアリー・ルー・ターナー（1947年 - ） 歌手
- ジョー・クラフト（1950年 - ） 実業家
- ルーアン・ブライゼンダイン（1952年 - ） 神経精神医学者
- ダニエル・モンジャルド（1960年 - ） 政治家
- ブランドン・スミス（1967年 - ） 政治家
- レベッカ・ゲイハート（1971年 - ） 女優